# Casa Schneider Hernández
La Casa Schneider Hernández era una villa storica situata nel comune di Providencia a Santiago del Cile.
Realizzata nel 1914 in un'antica tenuta come residenza per María Hernández Suánez de Schneider, è ricordata soprattutto per la sua facciata e per la sua torre culiminante in un'elegante guglia.
Nel 1969 la villa venne comprata dal Comitato Olimpico del Cile, del quale rimase la sede diversi decenni. Negli ultimi anni ha invece ospitato una sede dell'Università Pedro de Valdivia.
L'8 novembre 2019, durante una manifestazione di massa tenutasi in piazza Baquedano nel quadro delle proteste cilene del 2019, l'edificio è stato attaccato da alcuni manifestanti e dato completamente alle fiamme, andando così perduto.